# アメリカ独立戦争の情報戦略

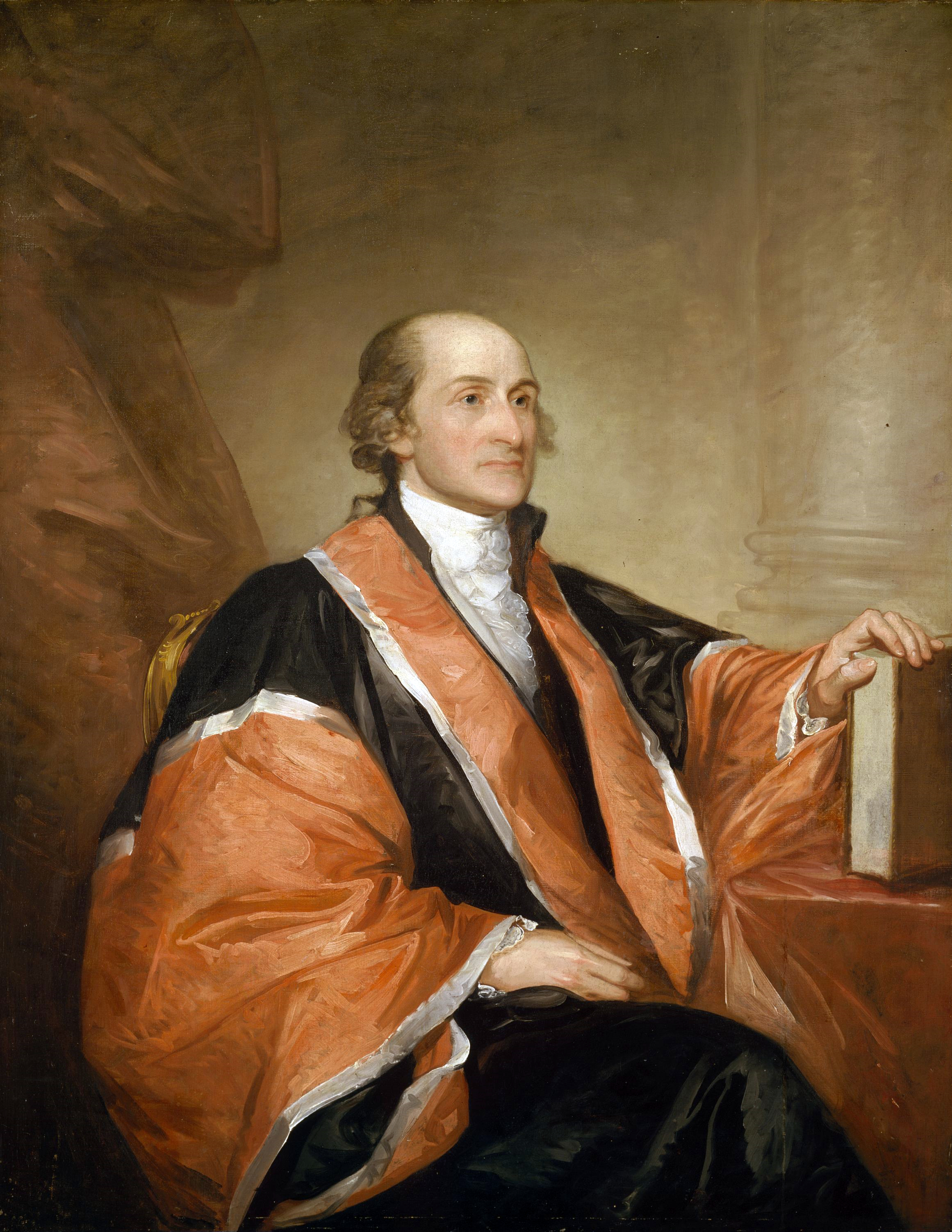
ジョン・ジェイ。通信委員会の主要メンバー

アメリカ独立戦争の情報戦略（アメリカどくりつせんそうのじょうほうせんりゃく、英: Intelligences in the American Revolutionary War）は、アメリカ独立戦争中に大陸会議がイギリス軍と戦う大陸軍を支援するために供給した軍事情報に関する戦略である。大陸会議は国内の情報を扱う機密委員会、海外情報を扱う通信委員会、愛国者の活動の中でスパイを監視するスパイ委員会を創設した。

## 組織

### 機密委員会
機密委員会(Secret Committee)は1775年9月18日の第二次大陸会議決議で創設された。しかしこの委員会は本当の情報機関ではなく、別に設けられた機密通信委員会(後述)とともに、主に軍需物資を隠密裏に獲得し配給することと大陸会議が雇った私掠船に火薬を売ることに関わっていた。機密委員会は公式の認可無しに大陸会議の特定メンバーが交渉した武器や火薬の秘密契約を統一基準で取り扱い管理もしていた。機密委員会はその商取引の機密を守り、信用を維持するために記録の多くを破壊した。
機密委員会は機密通信委員会と協同で海外から職員を雇った。王党派の秘密の弾薬店に関する情報を集め差し押さえる様に手配した。南部植民地ではイギリス軍への補給物資を差し押さえるための派遣も行った。仲買業者を通じて軍需品店から購入し、買い手が大陸会議であることを伏せておく手配をした。時にはイギリス海軍から船を守るために外国の旗を使うこともあった。
大陸会議のメンバーは、自分達の中で最も影響力の大きく責任感の強い者を機密委員会の委員に指名した。例えば、ベンジャミン・フランクリン、ロバート・モリス、ロバート・リビングストン、ジョン・ディッキンソン、トマス・ウィリング、トマス・マッキーン、ジョン・ラングドン、サミュエル・ウォードである。

### （機密）通信委員会
外国の情報収集や外国の協力を得る必要性を認識し、通信委員会（すぐに機密通信委員会と改称）が、1775年11月29日の第二次大陸会議決議で創設された
決議; イギリスおよび世界の他の地域にいる我らの友人と通信することを唯一の目的として5人の委員会を指名すること、および、指示あるときは大陸会議にその通信文書を提出すること
決議; 大陸会議はこの通信を行うためのすべての費用、および委員会が通信を行うために通信員を派遣する費用を負担すること
最初の委員会メンバー、すなわちアメリカで最初の海外情報機関員はベンジャミン・フランクリン、ベンジャミン・ハリソン、およびトマス・ジョンソンであった。続いて、バンカーヒルの戦いの後でスパイ容疑でイギリス軍に逮捕された教師ジェイムズ・ラベルが指名された。ラベルは後にイギリス兵士捕虜と交換され、大陸会議の代議員にも選ばれた。委員会の中でラベルは符号と暗号のエキスパートとなり、アメリカ暗号解読の父と呼ばれるようになった。
委員会は海外で秘密情報員を雇い、秘密工作を行い、符号と暗号を工夫し、情報宣伝活動を行い、私信の開封を認め、情報分析用に海外出版物を購入し、文書配達制度をつくり、大陸海軍とは別に海上輸送能力を維持し、アメリカに同情的な英国人やスコットランド人との定期的な通信を行った。1775年12月には、フラマン商人を装ったフランスの情報機関員とフィラデルフィアで秘密に会合した。
1777年4月17日、機密通信委員会は外務委員会と改称したが情報機能はそのままであった。外交的な事項は別の委員会または大陸会議そのものが扱った。1781年1月10日、外務省、後のアメリカ合衆国国務省のさきがけが創設され、「外国事情に関する広く有益な情報を獲得すること」を任務とし、その長官は「有益な情報を受け取ることが可能と思われるあらゆる人物」との通信を許可された。

### スパイ委員会
1776年6月5日、大陸会議はジョン・アダムズ、トーマス・ジェファーソン、エドワード・ラトリッジ、ジェームズ・ウィルソン、ロバート・リビングストンを指名して、「敵に情報を渡す者、あるいは敵に物資を供給する者を取り扱うための適当なる手段を考案すること」を指示した。委員会メンバーは大陸軍に対するスパイ行為に関する軍法を修正した。この問題は緊急の課題であった。大陸軍の医長であったベンジャミン・チャーチ博士がイギリス軍の諜報員として捕らえられ収監されていたが、市民のスパイ行為に関する法が未だ無かった。ジョージ・ワシントンは現行法では抑止力のある刑罰が与えられないと考えていた。1775年11月7日には軍法にスパイ行為の最高刑が死刑と加えられたが、遡及的には適用されなかったのでチャーチ博士は刑の執行を免れた。
1776年8月21日、委員会のレポートが大陸会議で検討され、最初のスパイ法が成立した。
決議;　アメリカ合衆国の一員ではない者あるいは忠誠を誓わない者であって、6月29日大陸会議の決議に述べられる、合衆国の軍隊またはそれに順ずるものの防衛・宿営に関してスパイ行為を働いているとわかった者は、諸国の法に従い軍法会議の判決によって死刑または軍法会議の指定する量刑を課される。
さらに1778年2月27日、「軍の規則と軍法の目的に記されるべき」法が追加され、敵が独立革命の兵士を捕獲または殺害することを幇助する情報活動を行った「この国の住人」にまで適用を拡大された。

## 技法

### 機密および保護
機密通信委員会は、情報員の資金調達と指示に関する事項は委員会の中で処理されるべきと主張した。委員会メンバーに「大陸会議にその手順を提出すること」としていたが、大陸会議は決議によって「雇用した者あるいは通信を行っている者の名前を伏せること」を承認した。1776年5月20日に委員会の手順が、特別の個人名を除いて、大陸会議に報告されたが、これは「機密の差し止め命令のもと」であった。大陸会議は外国情報や外国の連携・軍事事項に関する機密保持の必要性を認識し、公開の刊行物とは切り離して、「機密刊行物」にそれらの決定事項の記録を取った。
1775年11月9日、大陸会議は重要な雇用において他の者に要求する機密保持宣誓よりもさらに厳格なものとなる機密保持宣誓を採択した。
決議; 大陸会議のあらゆるメンバーは、この国に対する美徳と栄誉と愛の絆により、直接あるいは間接的に、会議の場で議論された事項を、それらが決定される前に、大陸会議の許可なしに洩らさないことを肝に銘じる。会議の場で決議された事項であり、過半数が機密事項として取り扱うことを決めた事項についても然りである。もしこの同意事項に反する者があれば、大陸会議から除名し、アメリカの自由に対する敵とみなし、またそのように扱われるようにする責任がある。あらゆるメンバーはこの署名によってこの条項に同意した意思を表すものとする。
1776年6月12日、大陸会議は新政府に雇用した者に対する最初の機密保持協定を採択した。雇員に要求された宣誓は次のものである。
私は、植民地連合の戦争と兵站の局に雇われた者としてここで得たいかなる知識をも直接あるいは間接的に洩らさないことを、厳かに誓います。神の祝福を。
大陸会議は隠密の協力者の脆弱性には敏感であったので、厳格な機密保持に関する協力者の望みを尊重した。フランスがイギリスに対して宣戦布告した後ですら、その時までにフランスが関与していたことは機密のままとされた。トマス・ペインが1777年の報道関係に向けた一連の手紙で外務委員会（以前の機密通信委員会）の記録にあった機密事項の詳細を洩らした時、フランスの合衆国問題担当大臣のコンラッド・アレクサンドル・ゲラールは大陸会議の議長に対し、ペインの思慮に欠ける仕儀が「フランス王と合衆国の尊厳と評判に問題を投げかける」と抗議した。大陸会議はペインを解任し、そのような援助をうけたことを否定する公開の決議によって解決を図った。「至高のキリスト教王にして合衆国の偉大かつ寛容な同盟者は、アメリカに送られたいかなる物資をしてもその同盟関係を始めてはいなかった。」
1779年、ジョージ・ワシントンと、大陸会議の議長で最高司令官（ワシントン）の情報関連について密接な関係にあったジョン・ジェイは、ある情報の公開がその情報源や入手方法について及ぼす効果のことで意見が分かれた。ワシントンは「自分達の抱えている問題を解決するバネとなり」、大衆の士気を高めると判断されるような特定の情報を公開することを欲していた。ジェイは、情報とは「残念ながらそのような性格のものではなく、むしろ状況が整えば必要な機密を提供するものだ」と反論した。このときはジェイが説得した。

### 隠れ蓑
ニューヨークがイギリス軍に占領されていた時の重要なアメリカ情報員であったロバート・タウンゼントは商人に化けていた。丁度サイラス・ディーンが機密通信委員会の命でフランスに送られた時のことと同様である。タウンゼントは常に暗号名(cover name)「カルパー・ジュニア」で通していた。タウンゼントの諜報活動を指揮していたベンジャミン・トールマッジ少佐がタウンゼントに表向きの商売よりも情報収集活動に専念するよう主張した時、ワシントンは、「カルパー・ジュニアが現在の商売を止めてしまうように言うのは私の考えではない。私の想像では、ちょっとした工夫でタウンゼントの情報が大きな機密事項にもなれば、私達に大きな利点をもたらすだろう。彼の商売という隠れ蓑から出てきたときには当然掛けられるであろう疑いからも救ってくれている」と言って、トールマッジの考えを退けた。タウンゼントはイギリス軍士官が立ち寄るコーヒーハウスの沈黙の共同経営者でもあり、そこはアメリカ側にとって価値ある立ち話を聞ける場所でもあった。
イギリス軍が支配していたフィラデルフィア近辺にいたジョン・クラークの諜報員は、いくつかの隠れ蓑（農夫、行商人、密貿易業者など）を効果的に使い分けたので、1つか2つの行動のみが妨げられただけである。この諜報員はフィラデルフィアの内外を自由に行動し、イギリス軍の防御、物資さらに急襲の計画に関する情報までワシントンに知らせた。
対諜報活動士官のエノック・クロスビーは、行商の靴職人（軍隊に入る前の職業）となってニューヨークの南部に入り、王党派の細胞に浸透した。クロスビーがアメリカ側からの「逃亡」を続けている時に、王党派の者がクロスビーのことを疑い始めたので、クロスビーの上官は彼をオールバニに移動させそこでまた隠れ蓑を覆った諜報活動を続けた。
アイルランド出身の織工でアメリカのためのスパイを志願したジョン・ハニーマンは、やはりいくつかの隠れ蓑（肉屋、王党派、イギリス軍の雇員）を使い、ニュージャージーにおけるイギリス軍の活動状況に関する情報を集めた。ハニーマンは1776年12月26日のトレントンの戦いで、ワシントンがデラウェア川渡る間、トレントンに駐在していたドイツ人傭兵部隊がそれに気付かないよう偽装工作を施した。

### 扮装
1778年1月、ナンシー・モーガン・ハート（女性）は背が高く、筋肉質で斜視であったが、気がふれた男に扮してジョージアのオーガスタに入り、イギリス軍防衛部隊の情報を得た。ハートの任務は成功だった。後に王党派の集団が報復のためにハートの家を襲った時、ハートは彼ら全てを捕獲してしまいその刑執行の目撃者にもなった。
1778年6月、ワシントン将軍はヘンリー・リーにイギリス軍が占領しているストーニーポイントの砦に諜報員を送り込むよう指示した。その目的は防衛兵士の正確な数と防御を施しつつある工事の進捗状況に関する情報を集めることだった。アラン・マックレーン大尉がその役割を引き受けた。マックレーンは田舎者の格好をし、砦にいる息子に会いに来たスミス夫人の付添人ということで砦に入り、2週間情報を集めて無事に帰還した。

### 機密文書
機密通信委員会の諜報員としてパリで活動していたシラス･ディーンは、暖めると見えてくる「あぶりだし」（塩化コバルトとグリセリン、水の混合物）をアメリカに送る報告書に使っていたことで知られている。ディーンにとってさらに有益だったのは、医者でジョン・ジェイの兄弟であるジェイムズ・ジェイとの機密通信で生み出された「同調者のしみ」であった。ジェイはイギリス王ジョージ3世にナイトの勲位を授けられた者であり、ロンドンからアメリカに送る軍事情報に「しみ」を付けて送った。後にジェイはワシントンの自宅やパリのディーンに多くのしみを送った。
しみは文書を書くときとそれを見るときにも化学薬品を必要とし、ディーンが以前に使っていたあぶりだしよりも安全性が高かった。ジョン・ジェイに宛てた手紙の中で、機密委員会委員のロバート・モリスがティモシー・ジョーンズ（ディーンの暗号名）からの無味乾燥な手紙と「そこにある隠された美しさ」について触れ、「船の船長が通り一遍の検査では決して発見できないだろうが、ジェイの透徹な目に触れれば直ぐにダイヤモンドが光りだす」、と語った、
ワシントンは彼の諜報員に対し、「カルパー・ジュニア」との接触時に「同調者のしみ」を使用することについて、インクは「彼の連絡がばれないようにするだけではなく、伝達を中継する者の恐怖も取り除ける」と指示した。ワシントンの提案で、報告書は「パンフレットやありふれたペーパーバックの空いた部分とか、記録簿、年鑑あるいは低価格の出版物の両端の空いているページでなど」に、見えないインクで書かれる様になった。
ワシントンは特に諜報員が通信を送る際にそのインクを使って報告を隠すよう推奨した「王党派のスタイルで家族のことなどあれこれ書き記し、行の間や空いたスペースに「しみ」で目当ての情報を書き記すようにするのが良い。」
愛国者達が見えないインクや符号・暗号で重大な知らせを書く際に十分気を遣ったのではあるが、イギリス軍は戦争中にアメリカの機密通信の半分以上を取り押さえ解読を行ったものと考えられている。

### 符号・暗号
アメリカ独立戦争の指導者達は外交的・軍事的また個人的なメッセージを隠すために様々な暗号理論を用いた。
ジョン・ジェイとアーサー・リーは、普通の文章が印刷された辞書とその版を予め指定しておき、数字でそのページと行数を示す辞書符号を考案した。
1775年、チャールズ・デュマスは最初の外交用暗号を作成し、大陸会議とベンジャミン･フランクリンがヨーロッパの諜報員や閣僚との通信に使用した。デュマスのやり方は、682の記号を含むフランス語の散文から予め選んでおいた段落に現れる順序で文字を数字に置き換えるものだった。この方法は、普通の文章が1個以上の数字で置き換えられるために、aからzまでを1から26の数字で置き換える通常の方法よりも安全性が高かった。
カルパー・スパイ・リングは通信網の指導者ベンジャミン・トールマッジ少佐によって編み出された数字による符号である。このリングは、ニューヨーク近辺のアメリカ人が「同調者のしみ」を使っていることを示す文書をイギリス軍が押収した後で、符号として使われ始めた。トールマッジは辞書から数百の言葉を選び出し、それに多くの個人名や所の名を加えて1番から763番まで割り振った。例えば38は攻撃を意味し、192は防御を意味した。ワシントンは711、ニューヨークは727であった。郵便配達人を装ったアメリカ人がリングの他のメンバーにメッセージを届けた。その中の一人、アンナ・ストロングは外に干した洗濯物に紛れた符号でメッセージの所在を知らせた。黒のペチコートはメッセージを受け渡す用意ができたことを示し、多くのハンカチは諜報員が落ち合うロングアイランド湾の洞窟を意味していた。終戦時までに何人かの著名なアメリカ人、例えばロバート・モリス、ジョン・ジェイ、ロバート・リビングストン、ジョン・アダムズなどが数字置き換え符号の異なる体系を使用していた。
愛国者達はイギリス軍の暗号を2度にわたって見破ることに成功した。1775年、エルブリッジ・ゲリーとエリシャ・ポーターおよびサミュエル・ウエスト牧師のチームはワシントンの命令でそれぞれが働いており、大陸軍の主席外科医ベンジャミン・チャーチ博士がイギリス軍のスパイであることを示す手紙を解読した。
1781年、数人の著名なアメリカ人が使う暗号を考案したジェイムズ・ラベルは、イギリス軍指揮官が互いに通信するときに使う暗号を解いた。ヨークタウンのチャールズ・コーンウォリスがニューヨークのヘンリー・クリントンに宛てた手紙が差し押さえられ、ラベルの暗号解析でワシントンはコーンウォリスがいかに絶望的な状況にあるかを知り、ヨークタウンのイギリス軍を攻撃するチャンスであることを判断できた。さらにその後でラベルは別の暗号を解いて、イギリスの救援軍がヨークタウン沖のフランス艦隊に接近しつつあると知らせることができた。チェサピーク湾の海戦で、フランス艦隊はイギリス艦隊を追い払い、アメリカの勝利を決定付けた。

### 通信の妨害
大陸会議はイギリス軍や王党派の手紙を数多く押収した。1775年11月20日、アイルランドのコークからの手紙を押収した大陸会議はジョン・アダムズ、ベンジャミン・フランクリン、トーマス・ジョンソン、ロバート・リビングストン、エドワード・ラトリッジ、ジェイムズ・ウィルソンおよびジョージ・ワイスからなる委員会を招集し、その手紙の中から「公開すべき箇所を選ばせ」た。大陸会議は委員会が選んだ箇所を一千枚印刷し配布した。一ヶ月後、他の押収文書を手に入れると、再度委員会を招集しそれを検分するよう命じた。その報告書によれば、大陸会議は、「押収文書の内容と大陸会議がその中の情報に関連して採る処置は次の命令があるまで機密とすること」と決議した。1776年早くに、この処置の悪用が指摘され、大陸会議は各邦の安全に関する委員会およびその指名する者のみが、今後手紙を開封しあるいはポストから手紙を押収できることとする決議を行った。
モーゼス・ハリスがイギリス軍はその諜報活動の伝令としてハリスを雇おうとしていると報告したとき、ワシントンは スカイラー将軍に「封印を解かずに手紙を開ける手段を考案し、内容の写しを取ったうえで手紙を届けさせること。この手段により我々は全体の流れを掴むことができる」と提案した。この時からワシントンはニューヨークとカナダの間のイギリス軍情報袋の内容に通じていた。

### 技術
ジェイムズ・ジェイ博士は機密通信に使用された「同調者のしみ」という貴重なものを作り出す時に当時の先進技術を使った。恐らく、アメリカの愛国者の中で最も進んだ技術の応用はディビッド・ブッシュネルの「亀」(Turtle)であろう。これは一人乗りの潜水艇であり、敵船の底に時限爆弾を仕掛けるために造られた。
「亀」は潜水艇を軍事に使った最初のことと認識されている。潜水艇はオーク製の船室で、幅5.5フィート (1.6 m) 、高さ7フィート (2.1 m) であった。オールで漕いで1時間あたり約3マイル(5 km/h)で推進し、潜航深度を図るための気圧計と、潜水艇を上下させるためのポンプと2組目のオール、さらに安定を図るための装置が備えられていた。
ブッシュネルは「亀」の内部を照らすロウソクが内部の酸素を消費してしまうことが分かり、ベンジャミン・フランクリンに助言を仰いだ。その解決法はフォックスファイヤーという燐光を発する海草であった。速い潮流のために最初の妨害工作は失敗した。2度目の試みでは敵船が銅板で被覆されていたため潜水艇の持っていた爆発物では歯が立たなかった（しかし、近くのスクーナーには爆風が届いた）。この秘密兵器は敵の軍船に対してきっと被害を与えていたであろうが、1776年10月に、その母船がイギリス軍に沈められ、母船共々ハドソン川の底に消えた。
船上で情報文書を隠しておくために開発された初期の道具は、単純な重石をいれたビンであり、露見の惧れがあるときは甲板から海に投げ出された。この道具はウエハースの厚みの鉛の容器に置き換えられた。これは水に沈み、火には溶けるので陸上あるいは海上の諜報員に使用された。欠点が1つあった。それは飲み込んだ時の鉛毒であった。後に銀製の銃弾形の容器に置き換えられた。中を彫りぬいて文書を隠すものである。これならば運び屋が飲み込んでも毒にはならなかった。

### 情報分析および評価
1776年5月29日、大陸会議は軍隊の指揮官達に課した質問状に対する答えとして用意された最初の情報評価書を受け取った。その報告書の中身は、ニューヨークでの攻撃で対戦する敵軍の規模、会する大陸軍に必要とされる兵士の数、および他のニューイングランド植民地を守るために必要な軍隊の種類であった。
ワシントンの情報分析および評価に関する興味の例としては、1777年8月にパットナム将軍に宛てた命令書に見ることができる。
脱走者やその階級の人々はいつも数を口にする。実際に軍隊の行進を見てその一つ一つを勘定できた者でなければ判断が出来るものは稀である。しかし、ある島に駐屯する連隊のリストを何らかの手段で手に入れられれば、数百の誤差内でその総量を計算することは可能だろう。
別のときに、ジェイムズ・ラベルがもたらした１つの情報に対するワシントンの感謝の言葉として次のものがある。
様々な情報を比較することによって、我々は複雑で秘匿されているために一つの手がかりではそれを知るところまでは至らないような事実を探し当てることができるようになる。情報はその結びつくものや横にある事情を知らなければ重要とはならないから、面白いものなのである。
1778年の短期間だけワシントンの情報担当だったディビッド・ヘンリー大佐は、ワシントンの指示を仰いだ時に次の命令を受け取った。
あなたの情報について話す前に...表あるいは箇条書きにしたものを作ってみてはいかがだろうか。そこでは、敵の飼料や穀物などの倉庫、色々な軍団や連隊、作業班が何処に行き、どう連携し、その種類や大きさはどうか、指揮している士官は誰で、兵士や大砲の数は、等々自由に並べて見ればよい。この表で、脱走兵やスパイ、敵の支配地域から出てきた人々から知りうることがら全てを一瞥で理解させてくれるだろう。」（当時イギリス軍が固守していたニューヨーク、ボストン、およびフィラデルフィアからの旅人には根掘り葉掘り尋ねるのが通例となっていた）

## 個性

### ジョージ・ワシントン
ジョージ・ワシントンは情報の熟練した使い手であった。ワシントンは敵の前線の背後にいる諜報員を使い、王党派も愛国者も情報源に採用し、旅人に使える情報を尋ね、情報戦と対情報戦の両方に多くの諜報員を発した。ワシントンは偽装工作やスパイ活動に必要なノウハウに熟練しており、すぐれた情報宣伝を行った。さらに作戦の機密を守らせることもうまくやりおおせた。
諜報活動を操作するものとしてワシントンは諜報員を雇う条件や諜報員に出す命令については正確であり、文書にすることに拘った。口頭よりも文書で報告されることを望むと強調した。情報報告は早く出されるべきことを繰り返し要求し、部下の士官達には1片の情報がワシントンへの提出が遅れたばっかりに価値の無いものになってしまうことを頭に入れさせた。ワシントンは報告書が多面的に検分されるように多くの異なる情報源を開拓する必要性を認識していたので、1つの情報源からの情報だけで重要な地域からの情報の流れを切ってしまうようなことはなかった。
ワシントンは大陸会議に「諜報戦略予算」を求め獲得した。特に現金でさらに金で出費されることを好んだ。
私は常に紙の金で情報を買うことに難しさを見出してきた。しかもその難しさが増大していることを認識した。
ワシントンの記録を調べてみると、彼は受取人を識別していなかった。
敵の前線の中で雇用した人の名前、あるいは敵の勢力圏に入るかもしれない人の名前はここに記すことはできない。
ワシントンは将軍達に対しても、情報を集める時は「裏返していない石は残すな、費用に拘るな」と指示した。情報目的に雇用した者は「その誠実さと忠誠心に安心して頼れる者」であることを要請した。

### ワシントンの情報士官
ワシントンは大陸軍の情報活動について全面的かつ最終的な権限を持っていたが、信頼する士官には重要分野の責任を渡した。ワシントンはいつもあらゆる士官たちには積極的に情報を集めるよう要請していたが、主に彼の情報活動を遂行するために特別に手助けを命じた士官たちに頼っていた。この役割で最初に上げられるのは、ジョセフ・リードである。リードは「偶発的に発生する数多の細々とした事項を処理するかたわら、事務担当副官と参謀長」の役割を立派にこなしていた。リードの後継者はアレクサンダー・ハミルトンであった。ハミルトンは最高司令官の情報作戦に深くのめりこみ、極秘に書かれた報告書を整備したり、二重スパイの疑いがある者を調査したことで知られている。
エリアス・ブーディノットが捕虜を審査したり捕虜となっているアメリカ人に関連してイギリス人を調査する責任のある兵站総監に指名された時、ワシントンはその役割が「敵の情勢や動き、企みを知るために他の士官よりも機会の多い」ことを認識し、ブーディノットの責任に「情報を買うこと」を追加した。1778年、ワシントンはその「情報担当長官」にバージニア出身のチャールズ・スコット准将を選んだ。スコットが個人的な事情でその役割から降りたとき、一時的にディビッド・ヘンリー大佐を就け次にベンジャミン・トールマッジ少佐に振った。トールマッジは偵察とイギリス領内の諜報員を採用する目的で隠密裏にイギリス領を訪れ、ニューヨークの外でカルパー・リングを操作したことで名声を得た。
1776年、ワシントンはトーマス・ノウルトンを抜擢して、ノウルトン・レンジャーズとして知られる大陸軍初の情報戦部隊の指揮を任せた。ロングアイランドの戦いにおける情報欠如による失敗に懲りたワシントンは、彼に直接報告する偵察を主任務としたエリート部隊の必要性を痛感した。ノウルトンはフレンチ・インディアン戦争でも同じような部隊で務めたことがあり、すべて指名で集めた130名の兵士と20名の士官を部下に持った。部隊は正規軍兵士では危険で遂行が難しい様々な秘密の役割を与えられた。今日の陸軍情報部隊の記章に記された1776年の日付はノウルトン・レンジャーズ結成の日によったものである。
独立戦争中に目立った働きをした情報士官には他に、エリ・リーベンワース大尉、アレクサンダー・クラウ少佐、エリアス・デイトン大佐、ジョン・クラーク少佐、アラン・マックレーン少佐、チャールズ・クレイグ大尉、そしてトーマス・ミッフリン将軍がいる。

### ポール・リビアとメカニックス

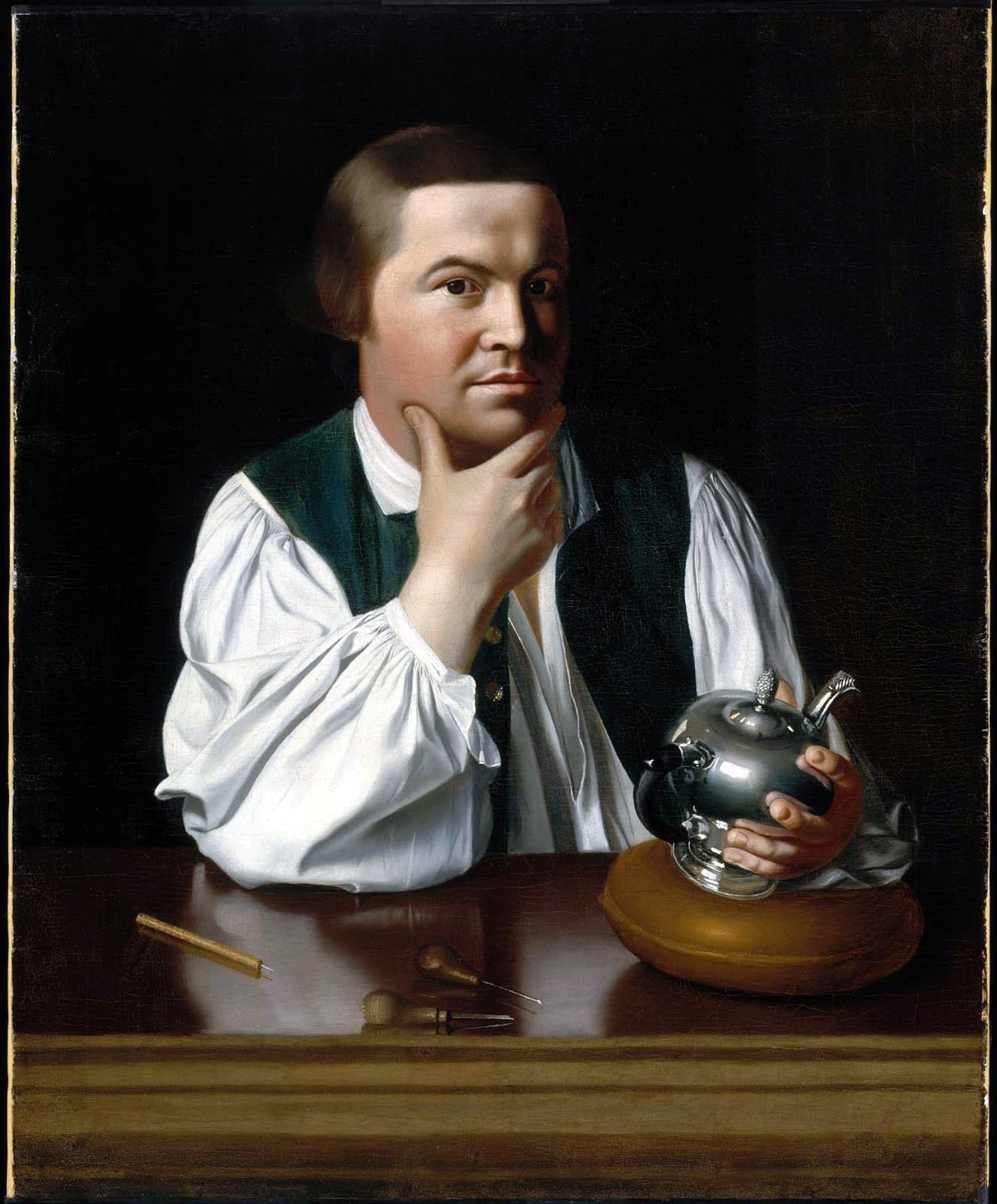
ポール・リビア

記録にある最初の愛国者諜報員網は、熟練工を意味する「メカニックス」という名で知られるボストンの秘密グループであった。このグループは自由の少年達という名でも知られており、印紙法に反対して成功を収めた元の「自由の息子達」組織から成長してきたものだった。メカニックスはイギリス当局に対する抵抗を組織化し情報を集めた。そのメンバーの一人ポール・リビアの語るところでは、「1774年の秋と1775年の冬に、私はイギリス兵を監視し王党派の動きに関するあらゆる情報を集めることを目的に委員会組織を結成した主にメカニックスの30人の上層にいた。」リビアによれば、「我々は度々順番を入れ替え二人と二人で、夜どおし通りをパトロールしてイギリス兵を監視した。」
これに加えてメカニックスはボストンで破壊活動をしたりイギリス軍の軍需設備を盗み出したりした。しかし彼らの安全確保については素人のままだった。メンバーは常に同じ場所（グリーン・ドラゴン酒場）で会合し、指導者の一人（ベンジャミン・チャーチ博士）はイギリス軍の諜報員だった。
メカニックスの情報源を通じて、イギリス軍がレキシントン・コンコードの戦いの時の行軍を偽装した作り話を見破ることができた。安全委員会の議長であったジョセフ・ウォーレン博士は、敵の作戦の目標にされていると思われるレキシントンにいたサミュエル・アダムズとジョン・ハンコックに警告する任務をリビアに託した。リビアはチャールズヤウンの愛国者兵士に報せるためにオールドノースチャーチに警告灯を吊るし、続いて馬で出発した。リビアはアダムズとハンコックに報せるという初期の任務を果たした。続いてリビアはサミュエル・プレスコット博士とウィリアムス・ドウズとともにコンコードに警告するため馬で向かったが、途中でイギリス軍に捕らわれそうになった。ドウズは逃亡し、プレスコット博士はなんとか逃げ延びてコンコードの愛国者達に警告できた。リビアは尋問された後に開放された。リビアはその後レキシントンに戻りハンコックとアダムズにイギリス軍の接近を報せた。
リビアは次の任務に向かった。それは土地の酒場からハンコックの所有するトランクに罪になるような書類を詰めて回収してくることだった。ジョン・ローウェルとともに酒場に行き、「マスケット銃の銃声が続いている間にそのトランクを作り上げた。」
ポール・リビアはその「真夜中の乗馬」の前にも伝令として働いており、戦争の初期もその役割を続けた。リビアの初期の任務はレキシントンへの乗馬のように重要なものだったと思われる。1774年12月、リビアはトマス・ゲイジ将軍指揮のイギリス軍がウィリアム・アンド・メアリー砦の確保に動いていることを報告するためにニューハンプシャーのオイスター川まで馬を駆った。この情報に力を得た植民地民兵のジョン・サリバン少佐は400名の兵士を率いて砦の攻撃に向かった。この攻撃で確保した400樽の火薬がバンカーヒルの戦いからの撤退を援護する愛国者達の役に立つことになった。

### 諜報員

#### ネイサン・ヘイル
ネイサン・ヘイルは、独立戦争中で最も良く知られたまた成功には恵まれなかった諜報員である。ヘイルは、強い愛国心と義務感に後押しされて、イギリス軍に支配されていたニューヨークでのスパイ活動を志願した。活動に入る前にネイサンがその友人に次のように語った「私は昇進や金銭上の報酬を期待しているのではない。社会のために有益で必要とされる類のことを行って、私が必要とされることを栄誉とするようになりたい。私の国が緊急事態にあって特別の任務を必要としているなら、それをやろうと言うのは避けられないことだろう。」
しかしその献身は不首尾に終わった。ヘイル大尉はそのような訓練を積んでおらず、ニューヨーク内に接触できる者や連絡網が無く、彼が宿営地を留守にすることを説明する作り話も無かった。唯一、ヘイルのイェール大学の学位が「オランダの校長」という言い分を支えるものだった。ヘイルはニューヨークからの脱出途上で捕らえられ、スパイであると宣告され、1776年9月22日に絞首刑に処せられた。刑の執行を見届けた者がヘイルの死に際の言葉を報告した。その言葉はヘイルに不朽の名声を与えた「私は国の為に失くす命が一つしかないことを悔やむだけだ。」この言葉はジョゼフ・アディソンの劇カトーから採られたものだった。

#### ハイム・サロモン
ネイサン・ヘイルがニューヨークで処刑されたその日に、イギリス軍当局はもう一人の愛国者を捕らえスパイであると決めつけた。ハイム・サロモンは移民してきてから日の浅いユダヤ人であり、1776年9月にワシントンがニューヨークから撤退した後も、町に残った諜報員として働いていた。サロモンは愛国者シンパの疑いがある者として一斉検挙され、シュガーハウス刑務所に収監された。サロモンは複数のヨーロッパ言語を話したので、間もなく釈放され、ドイツ語の通訳を求めていたドイツ人傭兵部隊指揮官フォン・ハイスター将軍の保護監察となった。このドイツ人傭兵部隊での任務のうちに、サロモンは多くのドイツ兵を辞めさせたり脱走させたりした。
サロモンは最終的には釈放されたが、彼と取引のあったニューヨークの仲間のようにフィラデルフィアに逃げることはしなかった。サロモンは隠れ蓑を着た諜報員の役割を続け、その個人的な財産でニューヨークで投獄されている愛国者達を援助した。サロモンは1778年8月に再度逮捕され、この時はイギリス艦船に火を付け、市内のイギリス軍倉庫を破壊する計画の加担者として告訴された。サロモンは破壊活動の容疑で死刑を宣告されたが、処刑を待つ間に衛兵を賄賂で籠絡し、フィラデルフィアに逃亡した。フィラデルフィアでは、サロモンが最も良く知られた役割である革命のための重要な財務官として活動した。サロモンが1785年に破産した後に死亡した時、政府は彼に70万ドル以上の負債があったと言われている。

#### アブラハム・パッテン
ネイサン・ヘイルが処刑されてから1年足らずのうちに、もう一人のアメリカ人諜報員がニューヨークで絞首刑になった。1777年6月13日、ワシントン将軍は大陸会議議長に宛てて書いた。
ニューヨークの新聞でアブラハム・パッテンの処刑についてお識りになるでしょう。彼の家族は寛容なる大陸会議の通告に値します。パッテンは我々の為に強い忠誠心で任務に臨み、その過程で犠牲となりました。彼の性格を考えると、たぶん公的な寛容の法律は個人的な献身として採用するに値しないものかもしれない。

#### カルパー・リング
「最も正確で明白な情報」はロングアイランドのアブラハム・ウッドハルとイギリス軍に占領されたニューヨーク市のロバート・タウンゼントの仕事からもたらされた。ウッドハル（カルパー・シニア）とタウンゼント（カルパー・ジュニア）によって使われた作戦名であるカルパー・リングとして知られる彼らの行動は、符号、暗号、秘密のインクのような諜報技術を駆使し、報告を送るために複数の運び屋を使い、少なくとも1つの秘密の隠れ家を持ち、数多くの情報源を持っていた。その情報網は、イギリス軍人やそのシンパが集まるところならどこでも不注意な会話から価値ある情報を特に効果的に拾い上げた。
エージェント355としてのみ知られるカルパー・リングの女性メンバーは、1780年のベネディクト・アーノルドの裏切り直後に逮捕され、監禁されたまま死んだ。彼女の経歴など詳細は不明だが、355（この番号はカルパー・コードでは「婦人」を意味した）は著名な王党派の家の出身であり、イギリス軍指揮官達に接近でき、その行動や性格などを報告した。彼女は、若く魅力や知性にあふれた女性との交際を楽しんでいたスパイ、ジョン・アンドレ少佐の取り巻きの一人だった。355を取り込んだウッドハルは、彼女のスパイ活動を褒めて、彼女は「この役割にかつてないほど打って付けの人だった」と言っている。1780年にアンドレが処刑された後、アーノルドはアンドレの交友関係すべてを尋問し、妊娠している355がその愛人の正体を明かすことを拒んだので疑いを持った。彼女はイーストリバーに係留されていたむさ苦しい監獄船ジャージーに監禁された。その中で彼女は男の子を産み、内縁の夫の名前を明かさないまま死んだ。その子供は後にロバート・タウンゼントと名付けられた。
ニューヨークのアメリカ人諜報員の中で議論の分かれるのがキングス・プリンタすなわちジェイムズ・リビングストンである。リビングストンのコーヒーハウスはイギリス軍人のお気に入りの集合場所であり、カルパー・ジュニア（タウンゼント）の主要情報源であった。タウンゼントはコーヒーハウスの物言わぬ共同経営者だった。ジョージ・ワシントン・パーク・カスティス（ワシントンの孫）は、リビングストンの愛国者側を助ける動機は単純に金だったと言っている。カスティスの注釈では、「リビングストンはそれでも契約に忠実であり、しばしばウィリアム某卿やヘンリー某卿の賑やかなテーブルで漏れ聞いた非常に重要な情報を、ワインの効果で賑やかに騒いでいた者達が眠りに落ちる前に、アメリカ側の宿営地に届けた。キングス・プリンタは最も疑われる可能性の少ない男であった。というのも、諜報活動に従事している間、彼の発行する新聞ロイヤル・ガゼットは、ありとあるアメリカの将軍やアメリカのことを悪く書きたてていたからである。」リビングストンのスパイとしての活動の中で、最大の功績は1781年にイギリス海軍の暗号表を手に入れたことである。この情報は、ヨークタウンのコーンウォリス将軍を救出に向かったイギリス海軍をフランス艦隊が駆逐する役にたった。

#### ハーキュリーズ・マリガン
ハーキュリーズ・マリガンは衣料品店を営んでおり、やはりニューヨークを占領しているイギリス軍士官が度々訪れる店であった。マリガンはアイルランドからの移民で愛想の良い店主であり、楽しい会話で店の顧客を引きつけた。マリガンは、アメリカの最高司令官を捕まえてペンシルベニアに侵攻しようという2つのイギリス軍の計画をワシントンに警告した最初の人間である。アメリカの諜報員であると同時に、マリガンはイギリスの対諜報員でもあった。諜報員として地下に潜る前のマリガンは、自由の息子達の活動的なメンバーであり、ニューヨークの地域的な諜報集団であるニューヨーク通信監視委員会のメンバーでもあった。マリガンは暴動にも参加していたので、彼の名前が1776年までにニューヨークで配布されていた愛国者の広告に載ることがあった。しかし、疑いを掛けられる度に、人の良いアイルランド人は天性のお世辞混じりの会話で疑いを晴らしていた。ワシントンの副官アレクサンダー・ハミルトンがキングス・カレッジに通学している間に、マリガンの家に寄宿し、マリガンとその兄弟と考えられる男をスパイに採用したことを、イギリス軍が最後まで知らなかったことは明らかである。マリガンの兄弟は銀行家兼商人で、イギリス軍の会計をやっていた。

#### ルイス・コスティギン
ルイス・コスティギン中尉は大陸軍の制服を着たままニューヨークの通りを闊歩し、情報を集めてきた。コスティギンはもともと捕虜としてニューヨークに送られてきて、逃亡を企てないことと情報を洩らさないことを誓約して仮釈放されていた。1778年9月の捕虜交換でコスティギンが指名され、誓約とも無縁になった。しかしコスティギンはニューヨークを離れず、1779年1月まで大陸軍の制服のまま仮釈放された捕虜という雰囲気を維持して市中を歩き回り、イギリス軍の指揮官、部隊構成、船荷、兵站に関する情報を集めた。

#### ウィリアム・ヒース
1780年5月15日、ワシントンはウィリアム・ヒース将軍に諜報員をカナダに送り込むよう指示した。ワシントンは諜報員が「その意志の強さと忠誠心に安心して頼れる」人物であることと、フランスが要求するハリファックスのイギリス守備隊についての情報を「正確に」集められることを求めた。ワシントンは資格のある製図技師を送るよう示唆した。後にアメリカ芸術科学アカデミーの初代会長となったジェイムズ・ボーディンがその諜報任務を全うし、ハリファックス港の詳細計画、特別な軍事工作や水深までを報告した。

#### ダニエル・ビッセル
1782年8月、ワシントンは功労軍章を創設し、単純に功績のあった行いに、通常ではない勇敢な行為ばかりではなく、特別な忠誠心であるとか基本的な任務遂行に対しても送られるものとした。ワシントンの言では、「この軍章によって、愛国者の軍隊に光栄をもたらす道標となり、自由の国が皆の前に開けてくる」とのことであった。翌年の6月、この栄誉はダニエル・ビッセル軍曹に贈られた。ビッセルは大陸軍から「脱走」し、ニューヨークに侵入し、王党派の振りをしてアーノルドの「アメリカ連隊」に従軍した。ビッセルは何年間もイギリス軍の防御のやり方に関する情報を集め、作戦展開の方法を研究した後に、アメリカ側に逃げてきた。

#### ドミニク・レクリス
シャイラー将軍の諜報員として活躍したカナダ人、ドミニク・レクリスは見破られて投獄され、財産も没収された。ワシントンはこの諜報員の窮状を大陸会議に報告し、大陸会議はレクリスのアメリカに対する貢献に報いるために、1778年10月23日にレクリスの負債$600を肩代わりすることと、$60と「大陸会議の楽しみが続く間」1日につき1配給を支給することを認めた。

#### リディア・ダラー
家族ぐるみでイギリス軍の盗聴をしたリディア・ダラーとその盗聴した場所に関する話は興味深いものだが、まだその真実性について確証は無い。フィラデルフィアを占領しているイギリス軍の士官たちがダラーの家の広い2階の部屋を会議室に選定した。彼らが集まったとき、ダラー婦人は隣のクローゼットに忍び込んで敵の作戦計画を逐一ノートに取った。彼女の夫ウィリアムはその情報を速記で小さい紙片に写し取り、リディアがそれをボタンの内側に入れて布で覆った。メッセージの入ったボタンを14歳になる息子ジョンの上着に縫いつけた。ジョンは町の外にいる兄でアメリカ軍のチャールズ・ダラー中尉の所を訪れた。チャールズはボタンを外し、また速記で読める形にして上官に提出した。
リディア・ダラーは他にも情報を縫い針の袋に隠し、それを財布にいれてイギリス軍の警戒線を通り過ぎたと言われる。スパイに関する歴史家の中にはダラーの諜報活動に関する話の信憑性に疑問を投げかけている者がいる。特に1777年12月4日のホワイトマーシュの戦いでイギリス軍の指揮官がワシントン軍に夜襲を掛ける策を練っていたのを漏れ聞いたということについてである。噂ではあるがリディアはフィラデルフィアを離れることがあったという。当時の市内は小麦粉が不足しており、リディアはイギリス軍の警戒線を越えて近くの製粉場で小麦粉袋を一杯にしたという。しかし実際には小麦の不足という事実はなく、その頃の事情を鑑みれば女性が一人で夜、対峙する軍隊の間の地域に出歩くことを許されるはずが無いというのである。